# Bauhaus-Galan 2018
Il Bauhaus-Galan 2018 è stato la 52ª edizione dell'annuale meeting di atletica leggera che si è disputato nella città di Stoccolma in Svezia, allo stadio Olimpico il 10 giugno 2018. Il meeting è stato anche la sesta tappa della IAAF Diamond League 2018.

## Programma[1]
| # | Orario | Specialità         |
| - | ------ | ------------------ |
| 1 | 15:20  | Salto in lungo     |
| 2 | 15:38  | Salto con l'asta   |
| 3 | 15:49  | 100 metri          |
| 4 | 16:03  | 400 metri ostacoli |
| 5 | 16:30  | 800 metri          |
| 6 | 16:35  | Lancio del disco   |
| 7 | 16:40  | 5000 metri         |
| 8 | 17:30  | 1000 metri         |
| 9 | 17:40  | 200 metri          |

| # | Orario | Specialità         |
| - | ------ | ------------------ |
| 1 | 13:20  | Salto con l'asta   |
| 2 | 15:00  | Salto in alto      |
| 3 | 15:32  | 200 metri          |
| 4 | 16:11  | 800 metri          |
| 5 | 16:20  | 100 metri          |
| 6 | 16:45  | Salto in lungo     |
| 7 | 17:00  | 400 metri          |
| 8 | 17:15  | 100 metri ostacoli |
| 9 | 17:15  | 1500 metri         |

     Specialità valide per la Diamond League

## Risultati[2]

### Uomini
| Specialità       |                        | Prestazione | 2º classificato | Prestazione | 3º classificato       | Prestazione |
| 100 m            | Hassan Taftian         | 10"07       | Yoshihide Kiryū | 10"15       | Gavin Smellie         | 10"17       |
| 200 m            | Ramil Guliyev          | 19"92       | Aaron Brown     | 20"07       | Luxolo Adams          | 20"36       |
| 800 m            | Peter Bol              | 1'44"56     | Joseph Deng     | 1'44"61     | Rynhardt van Rensburg | 1'45"73     |
| 1000 m           | Ferguson Rotich        | 2'14"88     | Sadik Mikhou    | 2'16"09     | Jake Wightman         | 2'16"27     |
| 5000 m           | Selemon Barega         | 13'04"05    | Birhanu Balew   | 13'04"25    | Abadi Hadis           | 13'06"76    |
| 400 m ostacoli   | Abderrahman Samba      | 47"41 DLR   | Karsten Warholm | 47"81       | Yasmani Copello       | 48"91       |
| Salto con l'asta | Armand Duplantis       | 5.86 m      | Sam Kendricks   | 5.81 m      | Piotr Lisek           | 5.76 m      |
| Salto in lungo   | Juan Miguel Echevarría | 8.83 m      | Jeff Henderson  | 8.39 m      | Luvo Manyonga         | 8.25 m      |
| Lancio del disco | Fedrick Dacres         | 69.67 m     | Andrius Gudžius | 69.59 m     | Ehsan Hadadi          | 67.68 m     |

     Prestazione che stabilisce il nuovo record del meeting.

### Donne
| Specialità       |                     | Prestazione | 2º classificato    | Prestazione | 3º classificato       | Prestazione |
| 100 m            | Dina Asher-Smith    | 10"93       | Murielle Ahouré    | 11"03       | Michelle-Lee Ahye     | 11"11       |
| 200 m            | Ivet Lalova-Collio  | 22"63       | Beth Dobbin        | 22"83       | Anyika Onuora         | 23"38       |
| 400 m            | Salwa Eid Naser     | 49"84       | Phyllis Francis    | 50"07       | Jessica Beard         | 50"55       |
| 800 m            | Shume Chaltu Regasa | 2'01"16     | Halimah Nakaayi    | 2'01"37     | Shelayna Oskan-Clarke | 2'02"09     |
| 1500 m           | Gudaf Tsegay        | 3'57"64     | Laura Muir         | 3'58"53     | Rababe Arafi          | 4'00"28     |
| 100 m ostacoli   | Brianna McNeal      | 12"38       | Danielle Williams  | 12"48       | Alina Talay           | 12"55       |
| Salto in alto    | Mariya Lasitskene   | 2.00 m      | Mirela Demireva    | 2.00 m      | Erika Kinsey          | 1.94 m      |
| Salto in lungo   | Lorraine Ugen       | 6.85 m      | Malaika Mihambo    | 6.85 m      | Christabel Nettey     | 6.83 m      |
| Salto con l'asta | Sandi Morris        | 4.86 m      | Angelica Bengtsson | 4.65 m      | Maryna Kylypko        | 4.45 m      |

     Prestazione che stabilisce il nuovo record del meeting.